# 親近您黎明演唱會
親近您黎明演唱會（英語：Close To You Leon Lai in Concert）是香港歌手黎明出道以來的首次個人巡迴演唱會，由威龍企業有限公司主辦、威泰娛樂公司協辦，劉小慧、李美鳳擔任嘉賓，演唱會於1992年2月11日至2月20日期間分別在新加坡及馬來西亞舉行，共演出6場。

## 背景
1986年，黎明透過參加《新秀歌唱大賽》加入演藝圈，曾演出電視劇和電影，及至1990年在香港推出首張音樂專輯，以歌影視三線發展，並獲得該年度的樂壇新人獎。1991年，黎明先後推出三張粵語專輯及一張國語專輯，加上電視劇效應，使他在樂壇的地位進一步提升，同年7月，黎明在慈善活動演唱時出現失誤而受到各界關注（參見黎明走音事件）。1992年，黎明在新加坡及馬來西亞已打開知名度，其推出的唱片在當地的銷量亦見理想，同年2月在當地舉行《親近您黎明演唱會》，黎明在這次演唱會的歌唱表現是傳媒和公眾關注的焦點之一。

## 製作
《親近您黎明演唱會》分別在新加坡、馬來西亞的吉隆坡、怡保市及檳城舉行，為了有好的演出效果，黎明在首場演出前一天綵排至凌晨三時，並於2月11日演出當天綵排後剪了個新髮型，他演出時穿著的服裝包括黑色牛仔褲、T恤、淺棕色西服及黑色西服等。演出的舞台設置了大型電視螢幕，展示黎明的特寫鏡頭，而演出團隊包括由5名樂手組成的現場樂隊、6名舞蹈員及3名和音歌手，演唱會所有歌曲的舞蹈由林青峰重新編排，門票售價分別為30元、50元、65元及80元（以當地貨幣計算）。演唱會的演出時間及地點如下：
| 日期                | 國家／地區             | 演唱場地         | 場數 | 參考／備註 |
| ------------------- | ---------------------- | ---------------- | ---- | ---------- |
| 1992年2月11日至12日 | 新加坡                 | 新加坡室內體育館 | 2場  |            |
| 1992年2月14日至15日 | 馬來西亞吉隆坡         | 國家體育館       | 2場  |            |
| 1992年2月18日       | 馬來西亞怡保市         | 霹靂體育場       | 1場  |            |
| 1992年2月20日       | 馬來西亞檳城永久展覽館 | 檳城永久展覽館   | 1場  |            |

黎明在新加坡的場次演唱了23首歌曲，包括當時被視為熱門的流行曲〈對不起，我愛妳〉、〈是愛是緣〉、〈親近你〉、〈人在邊緣〉、〈如果這是情〉、〈今夜妳會不會來〉等，他亦分別與嘉賓劉小慧及李美鳳合唱。以下是《親近您黎明演唱會》的部份歌曲名單：（不按次序排列）
- 不羈舞台
- 如果這是情
- 今夜妳會不會來
- 明日天涯
- 明天你是否依然愛我
- 我的感覺
- 人在邊緣
- 夜夜夢中見
- 真愛在明天（黎明與劉小慧合唱）
- 留住這一刻（劉小慧演唱）
- 初戀情人（劉小慧演唱）
- 人在黎明
- 親近你
- 無言的結局（黎明與李美鳳合唱）
- 熱愛Can't Let You Go（李美鳳演唱）
- 每次愛過後（李美鳳演唱）
- OH!夜
- 情是我所有
- 對不起，我愛妳
- 是愛是緣
- 危險的她

## 各界迴響

### 籌備階段
1992年2月9日晚上，黎明從香港抵達新加坡樟宜機場，約有六百名歌迷到場接機，當中大部份是女性，有人尖叫並敲打玻璃門，黎明需由15名警員協助開路離開機場，前往下榻的酒店，而酒店外亦圍滿歌迷等候黎明。翌日下午3時，主辦單位在當地的凱煌飯店舉行記者會及歌友會，有歌迷提早一小時到場等待，出席者超過六百人，人數比原定的多，歌迷在黎明到場時不斷呼叫黎明並向前推進，場面近乎失控，評論認為黎明的號召力可以讓他的事業發展更上一層樓。黎明出席活動期間被問到會否擔心此演唱會的入座率，他表示觀眾人數多寡不是他控制範圍内的事，即使只有1名觀眾到場，他都會盡力做到最好。此外，黎明在會上談及他在1991年的走音事件，指事件確實影響了他的演出信心，他希望在此演唱會做到最好，也希望鼻子不會敏感，以免影響唱歌時的鼻音，並表示到新加坡之前已開始排歌和練舞，如果觀眾支持他，他會跳得更起勁。

### 演出階段
演唱會於1992年2月11日開場，平均入約率達九成，香港的歌迷亦組團前往捧場。現場觀眾在黎明演出期間不時送上鮮花、信件等禮物，黎明承諾會閱讀觀眾給他的信件及把禮物收藏好。傳媒認為黎明演出賣力絕無欺場，而且越唱越好；越唱越起勁，唱出自己的風格，但同時認為演唱會的慢歌太多且演出時間太長，導致演唱會後半段有點冷場，而現場觀眾看到黎明在舞台上出現時，表現冷靜，他們沒有尖叫、亂喊、亂吹哨子，且懂得在適當的時候給予掌聲；在適當的時候跟黎明互動溝通，發揮了合作精神。評論指黎明在演唱會的表現雖然不是完美，但沒有出現失誤，他知道自己的吸引力所在，在演出時迎合觀眾的喜好，並花時間去了解觀眾叫喊的內容及作出回應。黎明表示此演唱會最令他開心的是觀眾發揮了愛屋及烏的精神，在嘉賓李美鳳及劉小慧出場時給予掌聲支持，而觀眾對黎明的熱情使他樂開懷。